# Jacques Testart
Jacques Testart (nacido el 3 de octubre de 1939), es un biólogo francés, que consiguió el nacimiento del primer bebé probeta en Francia en 1982.

## Actividad científica
Biólogo de formación, doctor en Ciencias, director de investigación en el Inserm (Institut national de la santé et de la recherche médicale), Laboratorio de meiosis y maduración gamética, unidad Inserm - CEA 566 : «gametogénesis y genotoxicidad»; expresidente de la CFDD (Commission française du développement durable, 1999-2003), Jacques Testart está consagrado a los problemas de la procreación natural y artificial en animales y humanos.
De 1964 a 1977, es investigador en el INRA (Reproduction des mammifères domestiques).
Desde 1978, Testart es investigador en el Inserm (procreación natural y artificial en la especie humana).
Autor de las primeras "madres portadoras" en los bovinos (1972), participa con su equipo biomédico, desde sus inicios en Francia de la fecundación in vitro humana (1982), congelación del embrión humano (1986), Fecundación in vitro-FIV con inyección del espermatozoide (1994). Él es el padre científico del primer bebé probeta francés nacido en 1982.
Desde mediados de los años 1980 Testart ha sido crítico de ciertas derivaciones de las técnicas de fecundación artificial, como por ejemplo la eliminación de embriones con anormalidades cromosómicas, la elección del sexo y aspectos estéticos. Debido a esto abandonó algunos campos de su investigación. Aboga por un "control social" sobre dichas técnicas (ejercido por legos "ajenos al poder" sobre los científicos).

## Premios científicos
- Orden del Mérito, 1983.
- Premio científico de la Villa de París, 1990.
- Premio Moron (filosofía) de la Academia Francesa, 1993.
- Doctor honoris causa por la Universidad de Lovaina, 1995.

## Obras en español
Libros
- Testart, Jacques; Godin, Christian (2002). El racismo del gen. Fondo de Cultura Económica. ISBN 950-557-517-3.
- Testart, Jacques (1988). El embrión transparente. Granica. ISBN 84-7577-214-5.
- Testart, Jacques (1994). La procreación artificial. Editorial Debate. ISBN 84-7444-788-7.
- Testart, Jacques (2005).  Bindé, Jérôme, ed. Del bluff genético a la policía molecular. ¿Adónde van los valores? : coloquios de siglo XXI. ISBN 84-7426-816-8.

Artículos
- Investigación sobre el embrión humano, Revista de derecho y genoma humano, ISSN 1134-7198, N.º 12, 2000, pags. 225-236
- La eugenesia médica: una cuestión de actualidad, Revista de derecho y genoma humano, ISSN 1134-7198, N.º 8, 1998, pags. 21-30
- Los caprichosos catorce días del "preembrión", Cuadernos de bioética, ISSN 1132-1989, Vol. 3, N.º 12, 1992, pags. 66-68